# 伊万·斯科布列夫
伊万·亚历山德罗维奇·斯科布列夫（俄语：Иван Александрович Скобрев，1983年2月8日—），俄罗斯男子速度滑冰运动员，2007年冬季世界大学生运动会男子5000米和男子团体追逐赛银牌得主、2010年冬季奥林匹克运动会男子10000米银牌得主和男子5000米铜牌得主。